# Státní liga 1934-1935
La Státní liga 1934-1935 vide la vittoria finale dello Slavia Praga.
Capocannoniere del torneo fu František Svoboda dello Slavia Pragacon 27 reti.

## Classifica finale
|    | Classifica     | G  | V  | N | P  | GF | GS | Pti |
| -- | -------------- | -- | -- | - | -- | -- | -- | --- |
| 1  | Slavia Praga   | 22 | 15 | 6 | 1  | 80 | 29 | 36  |
| 2  | Sparta         | 22 | 17 | 1 | 4  | 74 | 26 | 35  |
| 3  | Židenice       | 22 | 11 | 4 | 7  | 42 | 32 | 26  |
| 4  | Viktoria Plzeň | 22 | 11 | 3 | 8  | 39 | 32 | 25  |
| 5  | Kladno         | 22 | 11 | 1 | 10 | 48 | 50 | 23  |
| 6  | Prostějov      | 22 | 8  | 7 | 7  | 45 | 48 | 23  |
| 7  | DFC Prag       | 22 | 8  | 4 | 10 | 40 | 47 | 20  |
| 8  | Teplitzer      | 22 | 7  | 3 | 12 | 35 | 50 | 17  |
| 9  | Plzeň          | 22 | 6  | 4 | 12 | 39 | 49 | 16  |
| 10 | Kolín          | 22 | 7  | 2 | 13 | 34 | 54 | 16  |
| 11 | Bohemians      | 22 | 4  | 6 | 12 | 35 | 55 | 14  |
| 12 | Čechie Karlín  | 22 | 5  | 3 | 14 | 35 | 74 | 13  |

## Verdetti
- Slavia Praga Campione di Cecoslovacchia 1934-1935.
- Slavia Praga, Sparta, Židenice e Viktoria Plzeň ammesse alla Coppa dell'Europa Centrale 1935.
- AFK Bohemians e Čechie Karlín Retrocessi.